# 4コマ漫画家の一覧
4コマ漫画家の一覧（よんこままんがかのいちらん）は、日本において4コマ漫画作品を主に発表している漫画家の一覧である。
ここでは、以下のいずれかに該当する漫画家名を、五十音順に掲げる。
- 4コマ漫画作品を、日本において発行されている商業誌（新聞含む）に、複数号にわたって連載したことがある（新人賞受賞などゲストのみの場合は含まない）。
- 4コマ漫画作品を収録した単行本が日本において発売されたことがある（共著を含む）（同人誌のみの場合は含まない）。

| 目次 | 目次 | 目次 | 目次 | 目次 | 目次 | 目次 | 目次 | 目次 | 目次 | 目次 |
| ---- | ---- | ---- | ---- | ---- | ---- | ---- | ---- | ---- | ---- | ---- |
| わ   | ら   | や   | ま   | は   |      | な   | た   | さ   | か   | あ   |
|      | り   |      | み   | ひ   |      | に   | ち   | し   | き   | い   |
| を   | る   | ゆ   | む   | ふ   |      | ぬ   | つ   | す   | く   | う   |
|      | れ   |      | め   | へ   |      | ね   | て   | せ   | け   | え   |
| ん   | ろ   | よ   | も   | ほ   |      | の   | と   | そ   | こ   | お   |

## あ行

### あ
- 相崎うたう
- 相原コージ
- 蒼樹うめ
- 青木光恵
- 蒼月ひかり
- あおやま英雄
- 赤座ひではる
- あぎじゅんこ
- 秋竜山
- 秋月りす
- 秋吉由美子
- 曙はる
- 浅村イオン
- あさをゆうじ
- あしはらたいじ
- あずまきよひこ
- あずま勇輝
- あっきう
- あづま笙子
- 吾妻ひでお
- あづま峯子
- 後野まつり
- あなだもあ
- あfろ
- 阿部川キネコ
- あべこうじ
- あべゆりこ
- 甘党
- 甘夏柑子
- アミーゴ隆造（外間隆造）
- あやせ理子
- 荒井清和
- 新居さとし
- あらい太朗
- 荒井チェリー
- 新井理恵
- 荒木ひとし
- 荒木風羽
- あらたとしひら
- 荒巻ユミ
- あらゐけいいち
- 有間しのぶ
- 有元美保
- あろひろし
- 安斉かなえ（あんざい種介）
- 安藤しげき（安藤茂樹）
- 安堂友子

### い
- IKa（羽田いかお）
- 五十沢友郎
- いがらしみきお
- いかわあや
- 池尻エリクソン
- いさやまもとこ
- いしいひさいち
- いしかわ史織
- いしかわじゅん
- 異識
- 石田あきら
- 石田敦子
- 石田和明
- 池野カエル
- いずみ（かずといずみ）
- 板倉梓
- 市川ヒロシ
- 一ノ瀬コブラ
- 市橋俊介
- 逸架ぱずる
- いでえいじ
- 伊藤いづも
- 伊藤黒介
- 伊藤ハチ
- 稲城あさね
- 犬山まさと
- 井上トモコ
- 井ノ上ふき
- いのうえ雅晴
- いまいかおる
- 岩谷テンホー
- 石見翔子
- いわみせいじ

### う
- うえだのぶ
- 植田まさし
- 上原甲斐
- うえやま洋介犬
- 鵜飼U子
- 迂闊
- 氏家ト全
- うず
- 碓井尻尾
- 臼井儀人
- 雨水りんの
- 内田春菊
- うのせけんいち
- 卯花つかさ
- 海月れおな
- 梅川和実（宇夢和実）
- 浦地コナツ

### え
- えのきづ
- 榎本俊二
- 越後屋サイバン (Cyban)
- えびすまるほ
- emily

### お
- ÖYSTER
- 王嶋環（欧文廉二）
- 桜月みりん
- 淡海音々葉
- 大井昌和
- 大川ぶくぶ
- 大崎むう
- 大沢たけし
- 大城さとし
- おおた綾乃
- 太田虎一郎
- 大西哲也
- 大沼薫
- 大橋ツヨシ
- おーはしるい（萩原みゆき、野の元舞、やぎあきは）
- 大原なち（大原ななこ）
- 大平かずお
- 小笠原朋子
- 岡田がる
- 御形屋はるか
- 荻野眞弓
- 奥谷かひろ
- オダシゲ
- おだ辰夫（ターツ小田）
- おとくに桃（乙訓桃）

## か行

### か
- かがみふみを（加賀美ふみを）
- かきふらい
- 神楽つな
- 風上旬
- カザマアヤミ
- kashmir
- 梶原あや
- 加曾利りあら
- 片桐みすず
- カタクラユキ
- カヅホ
- 門井亜矢
- 加藤四季
- 加藤夕清
- 加藤芳郎
- 門瀬粗
- かどや郁巳
- 神奈川のりこ
- 金子デメリン
- 樺島勝一（東風人）
- かまちよしろう（鎌地ヨシロウ、かまちヨシロウ）
- 雷門獅篭（立川志加吾）
- 神已優
- 唐沢なをき
- カラスヤサトシ
- 川井マコト
- 川上あずさ
- 川島よしお
- カワタユウコ
- かわちりえこ
- 川端一生
- かわばたひろみ
- カワハラ恋（神田はるか）
- 川本尚夜
- 神田達志
- 神崎りゅう子

### き
- 喜国雅彦
- 木崎ゆきお（きざきのぼる、秋里とんぼ）
- 如月慎一
- 北道正幸
- 北山竜
- 大乃元初奈
- 木村千歌
- きゆづきさとこ
- 木吉紗（闘牛ユキオ）
- 桐原小鳥
- 鬼龍駿河
- きんこうじたま（華月章人）

### く
- くずしろ（葛城一）
- 楠見らんま
- くすみんと
- 口八丁ぐりぐら
- 久保田順子
- 窪田まり子
- 倉田ジュリ
- くらはしかん
- 栗本和博
- クール教信者
- 来水かぢん
- 胡桃ちの（さおしか然、みさき知乃）
- Quro
- くろがねぎん
- 黒田和佐
- 黒田bb
- くろば・U
- 桑田乃梨子
- 桑原ひひひ

### け
- K-X6
- 険持ちよ

### こ
- Koi
- 小池恵子
- 小池定路
- 小池田マヤ
- 小石川ふに
- こいずみまり（小泉真理）
- 小泉吉宏
- 高信太郎
- 業田良家
- こうの史代
- こうま・すう（こうます信行）
- コオノまいと
- こぐま杏
- 小坂俊史
- コジロー
- 小島功
- こだま学
- 娘太丸
- 小槻さとし
- 悟東あすか
- ごとうにも
- 後藤羽矢子
- 後藤ユタカ
- 琴慈
- 寿らいむ
- kodomo兎
- 湖西晶
- 小箱とたん
- 駒井悠
- こむそう
- 小本田絵舞
- こもわた遙華
- コンノトヒロ

## さ行

### さ
- 西条うた子
- 斉藤功記
- 斉藤たすく
- 西原理恵子
- さいわい徹
- 榊
- 坂巻あきむ
- 坂本タクマ
- 坂本太郎
- さかもとみゆき
- 桜井蓮哉
- 桜木さゆみ
- 桜沢鈴
- 桜玉吉
- 桜田ラブ（愛田さくら）
- ささいみりか
- 茶崎白湯
- 佐々木亮
- 笹野ちはる
- 佐田静
- Saxyun
- さとうさとお
- サトウサンペイ
- 佐藤ゆうこ
- 佐藤両々
- 真田一輝
- 真田寿庵
- 真田ぽーりん
- 佐野妙
- さのまこと
- ざら
- 山東ユカ
- さんりようこ

### し
- 椎名高志
- 椎名二葉
- しいなみなみ
- しおやてるこ
- 施川ユウキ
- 重野なおき
- 宍倉ユキオ
- 志田桂子
- 芝岡友衛
- しばたあきら
- 柴田亜美
- 柴田燕ウ
- シバユウスケ
- 清水まみ
- しめ子
- 下地のりこ
- 愁☆一樹
- 庄司さくら
- 東海林さだお
- 笑太郎（古山こうじ）
- 正保ひろみ
- 白井恵理子
- 白鳥ハト
- 白雪しおん
- しりあがり寿
- 師走冬子
- 真右衛門
- 新条るる
- 秦泉寺こまき
- 深谷かほる
- 神堂あらし
- 神保あつし
- しんやそうきち

### す
- すか
- 須賀原洋行
- 杉原涼子
- 鈴木ぺんた
- 鈴木義司
- スズキユカ
- 鈴城芹
- 須田さぎり
- 須藤真澄
- ストロマ
- すみれいこ
- 李KPA

### せ
- 青龍
- 関根亮子
- 瀬田ヒナコ
- セツコ・山田
- 千里唱子

### そ
- 双団平
- 曽根麻矢
- 園山俊二
- 空えぐみ

## た行

### た
- 大沖
- タイジャンホクト（関野マリコ）
- 平ひさし
- 高岡凡太郎
- 高倉マサオ
- 高嶋ひろみ（南京ぐれ子）
- 高田理美（旧名：高田さとみ）
- 高田ミレイ
- 高津カリノ
- 高梨鉄平
- 高野アンジェリカ
- たかの宗美
- 高は車
- たかまつやよい（高松弥生）
- たかみね駆
- 瀧波ユカリ
- 竹田エリ
- たけだみりこ
- 武田丸メガネ
- 武凪知
- 竹本泉
- 田島みるく
- 田代しんたろう（田代タメカン）
- DADADIDI
- タチ
- 立沢直也
- 橘花夜
- 橘紫夕
- たつきじゅん
- 樹るう
- タツノコッソ
- 立山京
- 楯山ヒロコ
- 田中圭一
- 田中しょう（葉月シモン）
- 田中なつ（田中菊丸、種無すいか）
- タナカヒロシ
- 田辺洋一郎
- 谷和也
- 玉岡かがり
- タマちく．
- 田村きいろ
- たるみ
- 丹沢恵（とみいみく）
- ちぼちとり

### ち
- ちうね
- ちざきゃ
- チャールズ後藤
- 茶畑るり
- 茶花ぽこ
- 忠臣蔵之介（赤穂老師）
- ちょぼらうにょぽみ
- ちるみる
- ちんじゃおろおす

### つ
- 月原こなん
- 塚本ミエイ
- 佃公彦
- 辻灯子
- づみひろ2号
- 津山ちなみ
- 津留崎優

### て
- 手塚治虫
- てらかわよしこ
- 寺島令子
- 寺本薫
- 天空宇宙流
- 天童まくら
- 天蓬元帥

### と
- トイシキ（豊田アキヒロ）
- とがしやすたか
- 遠山えま
- ときた洸一
- 刻田門大
- 得能正太郎
- 篤見唯子
- ところはつえ
- 都桜和
- ととねみぎ
- 杜菜りの（千葉なおこ、香春藤チマチ、千歳キイロ）
- 富永ゆかり
- ともち（すがともこ）
- ともびきちなつ
- とりのなん子

## な行

### な
- 永井道紀
- 中川いさみ
- なかがわはてな
- 中島沙帆子
- 中村里美
- 中村龍平
- 中山幸
- 永山ゆうのん
- なぐも。
- なじみ
- 那州雪絵
- 奈々緒舞流
- 七瀬あゆむ
- 浪花愛
- なりたもえこ
- 成田昌和
- なりゆきわかこ
- 成人功
- ナントカ
- なんば倫子

### に
- nino
- にざかな
- 西沢周平
- にしみやおさむ
- 西村宗
- 新田朋子
- 新田にに子
- ニャロメロン
- 猫原ねんず
- ニュー沼謙治
- にょりこ
- 忍豚

### ね
- 猫井るると
- 猫田リコ
- ねこうめ
- ねことうふ

### の
- ノッツ
- 野中のばら
- 野々原ちき
- 野広実由（すずかけ、卯月すずかけ、野原すずかけ）
- のむらしんぼ

## は行

### は
- 海藍
- 破弓翔
- はこだまき
- 羽崎やすみ
- はしもといわお
- 長谷川町子
- はた宏
- バトルロイヤル風間
- 蜂文太
- 華々つぼみ
- パペットマペット
- 浜口乃理子
- はまじあき
- 浜弓場双
- 林家志弦
- 林まつり
- 原笙
- 原としこ
- 原田たけひと
- 原悠衣
- はりかも
- 針すなお
- 春雨
- 榛名まお
- はんざわかおり

### ひ
- 柊誠亜
- 東屋めめ
- ひさの瑠珈
- 日高トモキチ
- ひでSAN
- ひのもとはじめ
- 白虎丸
- 平岩功次
- ひらのあゆ
- ひろせみほ
- ヒロユキ

### ふ
- ふかさくえみ
- 福地泡介
- ふじいたかし
- 藤生
- 藤臣柊子
- 藤子不二雄（藤子・F・不二雄・藤子不二雄A）
- 藤沢カミヤ
- 藤島じゅん
- 藤城翔
- 藤凪かおる
- ふじのはるか
- ふじもとせい
- 双見酔
- プチ侍
- ふぢたしょうこ
- 文月ふうろ
- ぷらぱ

### へ
- ベリッシモ・フランチェスコ

### ほ
- 北条晶
- ☆画野朗
- 星河あつき
- 星野由美子
- 堀田かつひこ
- ほっぺげ
- ほへと丸（岩澤ほへと丸）
- ボマーン
- bomi
- ぽわそん・だぶりる

## ま行

### ま
- マイケル原腸（みかえる・はーと、乙一大弓冬）
- まがりひろあき（匿名キボ夫）
- 牧野博幸
- 真島悦也
- 磨伸映一郎
- 魔神ぐり子
- 松嶋でぇご
- 松田まさお
- 松田円
- 松本英孝
- まつもと剛志
- 松本ひで吉
- 松本ぷりっつ
- 松本蜜柑
- 松本耳子
- まつやましろすけ
- 松山花子
- まやひろむ
- まりも

### み
- 未影
- 三笠山出月
- 岬下部せすな
- 三上小又
- 美川べるの
- 水井麻紀子
- みずきひとし
- 水城まさひと
- 水越かりん
- みずしな孝之
- 水瀬るるう
- 水田恐竜
- みずなともみ
- 水野さかな（水野魚）
- みそおでん
- 美月李予（美月りよ）
- みつはしちかこ
- 櫁屋涼
- 南ひろこ
- ミヤヒロミ
- 三宅大志
- みやさかたかし
- みやたえつこ
- 宮成樂
- 宮原るり
- みを・まこと
- 眠田直（みんだ☆なお）

### む
- むさしのあつし
- むっく
- 村岡マサヒロ
- むらかみけいじ
- 村上たかし
- 村山文夫
- むんこ

### め
- めで鯛

### も
- もぐら
- 本山理咲
- ももココロ
- ももせたまみ（ももじりたまこ）
- 森真理
- 森ゆきえ
- 森下裕美
- 森島明子
- 森田フミゾー（麻布十番）
- 森村あおい
- 森本みゆき

## や行

### や
- やくみつる（はた山ハッチ）
- 谷澤みき
- 矢直ちなみ
- 柳田直和（柳田なお）
- 山浦章
- 山口舞子
- 山崎渉
- 山科けいすけ
- やまだ三平（ひゃくた保孝）
- 山田まりお
- 月見里中
- 山野りんりん

### ゆ
- 唯洋一郎
- 結城心一
- 結城まさのへ
- ユウジロー
- 結原りん
- 紫部さかな
- 湯川かおる
- 幸宮チノ
- 柚原有里
- 弓長九天

### よ
- 芳井一味
- よしたに
- 吉田戦車
- 吉田美紀子
- 芳原のぞみ
- よしみいく（義見依久）
- 美水かがみ
- よしもとあきこ
- 吉谷やしよ
- 吉本どんど
- 吉本めろん
- よだひでき

## ら行

### ら
- らいはあくと

### り
- RYU-TMR

### れ
- レオナルドいも

## わ行

### わ
- 若尾はるか
- 若林稔弥
- 若山拳
- 私屋カヲル
- 渡辺伊織
- 渡辺圭祐
- 渡辺志保梨
- 渡辺純子
- 渡辺電機(株)
- 和田真由美
- 和田ラヂヲ